# Zanomys
Zanomys là một chi nhện trong họ Amaurobiidae.